# Marcus Cornelius Maluginensis (Konsul)
Marcus Cornelius Maluginensis war ein römischer Senator, Politiker und Militär.
Marcus Cornelius Maluginensis war ein Vertreter des Zweiges der Maluginensier der Familie der Cornelier. Im Jahr 436 v. Chr. soll er mit Lucius Papirius Crassus römischer Konsul gewesen sein. Da die Institution des Konsulats nach modernen Erkenntnissen zu dieser Zeit nicht bestand und aus dieser Zeit ohnehin keine gesicherten Informationen vorliegen, ist die Historizität des Cornelius Maluginensis ungewiss.